# Fonction successeur
En mathématiques, la fonction successeur  est une fonction récursive primitive S telle que S(n) = n+1 pour tout  entier naturel n. Par exemple, S(1) = 2 et S(2) = 3.
La fonction successeur apparaît dans les axiomes de Peano qui définissent les  entiers naturels. Elle n'y est pas définie à partir de l'opération d'addition, mais est une opération primitive qui sert à définir les entiers naturels à partir de 0, mais aussi les autres opérations sur les entiers naturels, dont l'addition. Par exemple, 1 est S(0), et l'addition sur les entiers est définie récursivement par:
| m + 0    | = m        |
| m + S(n) | = S(m) + n |
Par exemple. 5 + 2 = 5 + S(1) = S(5) + 1 = 6 + 1 = 6 + S(0) = S(6) + 0 = 7 + 0 = 7
Pour construire les nombres entiers en théorie des ensembles, une approche classique consiste à définir le nombre 0 par l'ensemble vide {}, et le successeur S(x) par x ∪ { x }. L'axiome de l'infini garantit alors l'existence d'un ensemble ℕ qui contient 0 et qui est clos par successeur, pris comme définition de l'ensemble des nombres entiers naturels.
La fonction successeur est le niveau 0 de la hiérarchie infinie des hyperopérations (utilisées pour construire l'addition, la multiplication, l'exponentiation, etc.).